# Pyxicephalidae
Famille
Les Pyxicephalidae sont une famille d'amphibiens. Elle a été créée en 1850 par Charles-Lucien Bonaparte. Sa distribution actuelle est essentiellement africaine, mais le genre Thaumastosaurus,,,, de loin le plus ancien membre connu de cette famille (Éocène), vivait en Europe avant la Grande Coupure. Sa définition phylogénétique, récemment publiée, est: le plus grand clade contenant Pyxicephalus adspersus Tschudi, 1838 et Aubria subsigillata Duméril, 1856, mais ni Cacosternum boettgeri Boulenger 1882, ni Tomopterna natalensis Smith, 1849.

## Répartition
Cette famille regroupe 13 genres que l'on rencontrent en Afrique subsaharienne.

## Liste des sous-familles et genres
Selon Amphibian Species of the World (18 juillet 2013) :
- sous-famille Cacosterninae  Noble, 1931
  - genre Amietia Dubois, 1987
  - genre Anhydrophryne Hewitt, 1919
  - genre Arthroleptella Hewitt, 1926
  - genre Cacosternum Boulenger, 1887
  - genre Microbatrachella Hewitt, 1926
  - genre Natalobatrachus Hewitt & Methuen, 1912
  - genre Nothophryne Poynton, 1963
  - genre Poyntonia Channing & Boycott, 1989
  - genre Strongylopus Tschudi, 1838
  - genre Tomopterna Duméril & Bibron, 1841
- sous-famille Pyxicephalinae Bonaparte, 1850
  - genre Aubria Boulenger, 1917
  - genre Pyxicephalus Tschudi, 1838
  - genre Thaumastosaurus De Stefano, 1903[4]

## Publication originale
- Bonaparte, 1850 : Conspectus systematum Herpetologiae et amphibiologiae. Editio altera reformata.